# チャイ

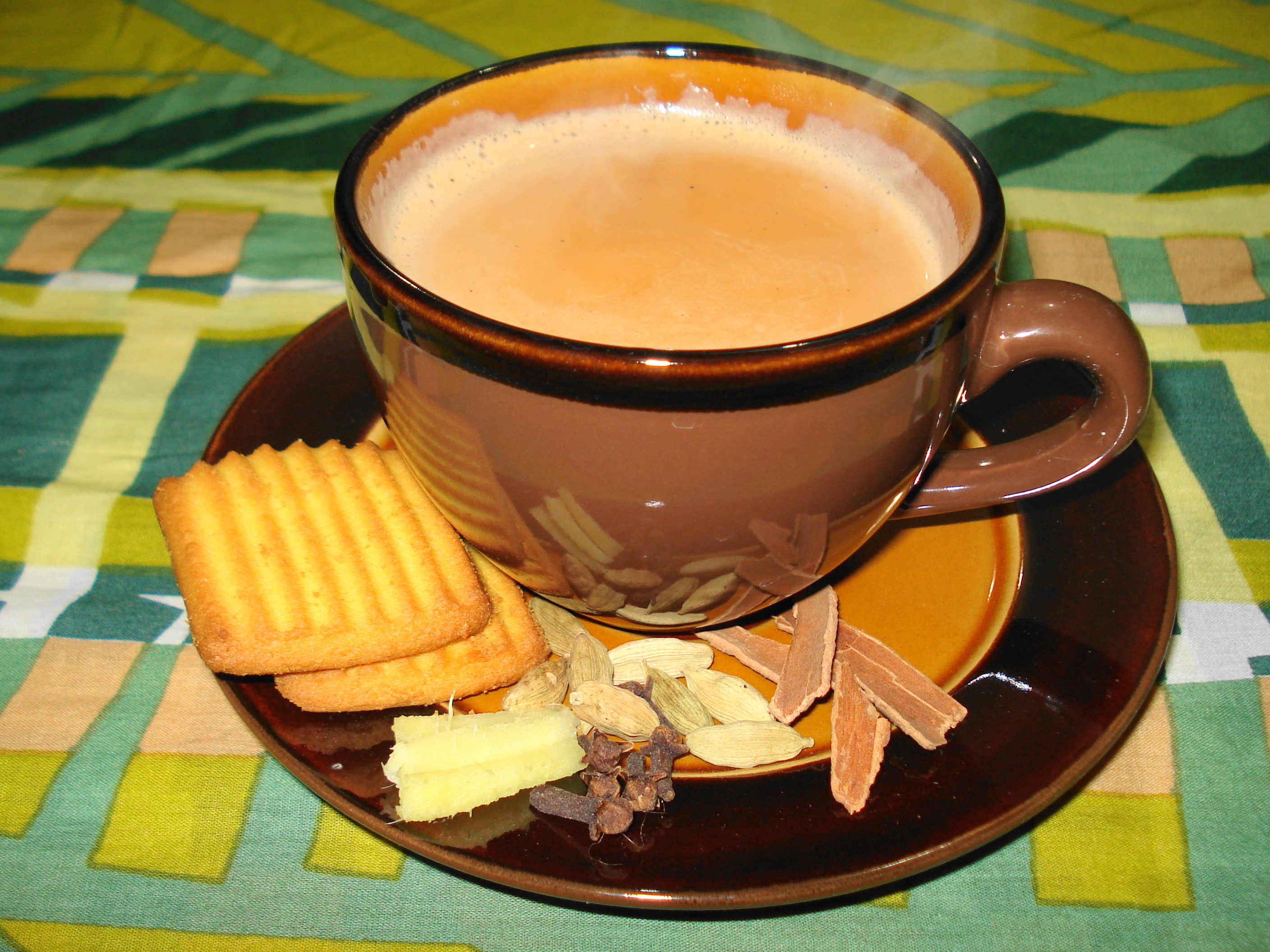
マサーラー・チャイ

チャイ（英語: Chai / ヒンディー語: चाय / ウルドゥー語: چاۓ cāy チャーイ）は、茶を意味する言葉。狭義には、インド式に甘く煮出したミルクティーを指す。世界的には、茶葉に香辛料を加えたマサーラー（日本語で多くはマサラと書かれる）・チャイを指す。中国語の「茶 chá」に由来しており、ロシア語、ペルシア語、トルコ語でも茶を「チャイ」という。

## 概要
おおまかに分けてインド亜大陸北方ではチャイが好まれ、南方ではインディアンコーヒーが好まれる。インドを鉄道で旅行すると北方では車内販売でチャイが売られているが、南方に行くにつれコーヒーが売られる頻度が上がっていく。
インドのチャイは庶民的な飲み物で、一般的に鍋ややかんにより少量の水で紅茶を煮出し、大量のミルクを足して更に煮出し、大量の砂糖であらかじめ味付けする。この飲み方は、植民地時代にインドで作られた紅茶のうち、良質のものは全てイギリスに送られ、インドの庶民には商品にならない紅茶の葉だけが残された事による。チャイの入れ方は、ダストティーと呼ばれる細かいほこりのような茶葉から作る紅茶を美味しく飲む方法として作られた。
チャイが普及したのは20世紀で、イギリス系の紅茶会社が大々的な販促キャンペーンを行って各地域や共同体の家々を回り、紅茶の淹れ方を実演したことが切っ掛けである。オリジナルの紅茶はあまり受け入れられず、ミルクやアーユルヴェーダを煎じた薬と混ぜることで普及していった。
高級ホテルやレストラン等では英国式に、ティーポットとミルク、砂糖を別々に供することが一般的であり、良質の葉を使って煮出さずに入れられる。
チャイは非常に甘く作られるので、インド人は一般的に大きなカップでは飲まない事が多い。同様の理由から、チャイは油を使った料理とともに生活習慣病との関連も指摘されている。
日本人がお茶を水分として飲むのに対して、インド人はお菓子を食べるような感覚でチャイを飲む。通常サイズのティーカップに対してインド人はティースプーンに3杯以上の砂糖を入れるのが一般的であり、それよりも多く入れる人もいる。それゆえ大量に飲む事は少なく、一般的なチャイのカップは通常サイズの半分から3分の1程度の大きさである。
また、通常サイズのカップでチャイを出すところでは大量の砂糖を入れたチャイを2人で分けあって飲んでいる場面を見る事も少なくない。

## 作り方

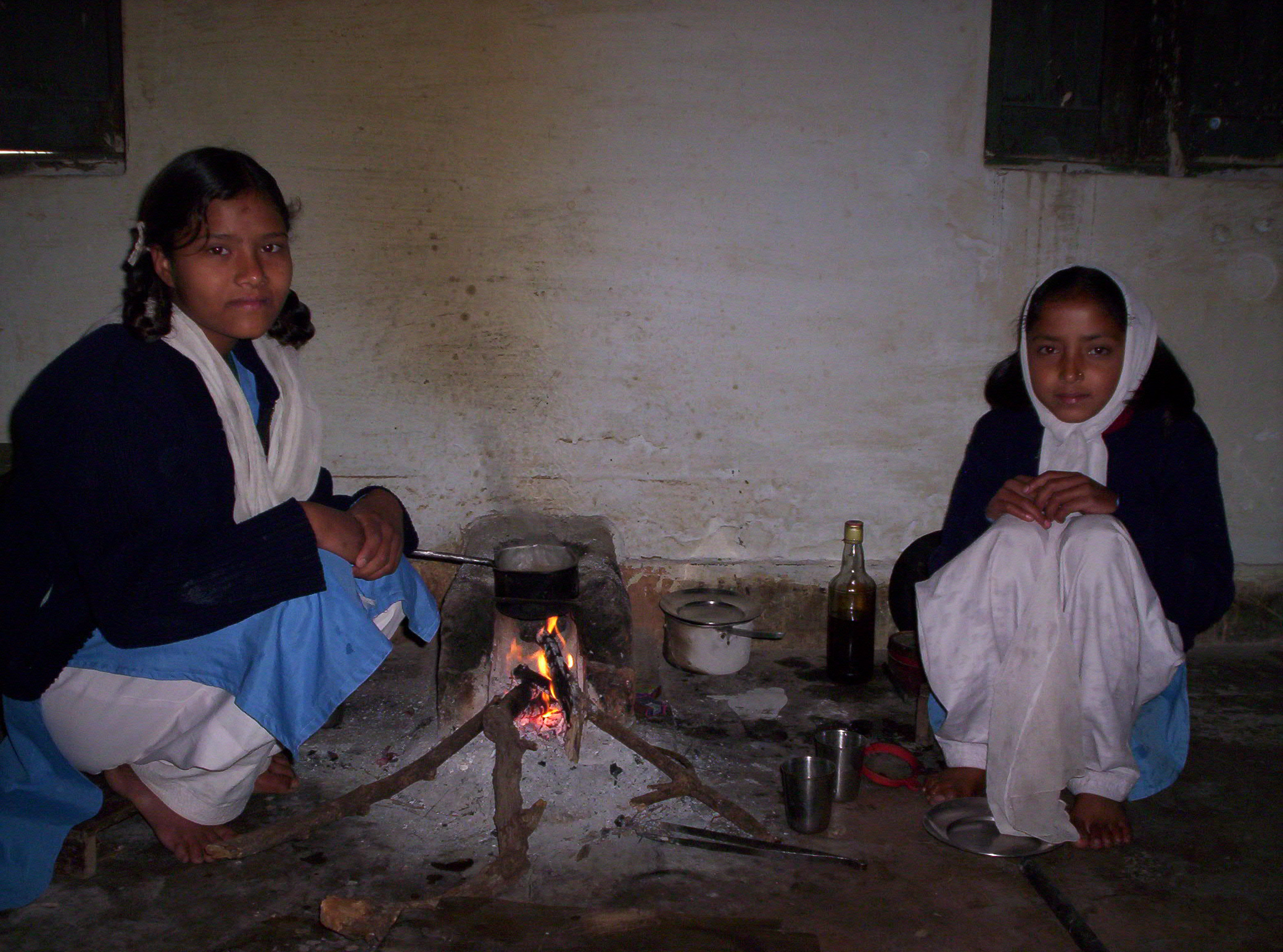
チャイを煮出す少女たち

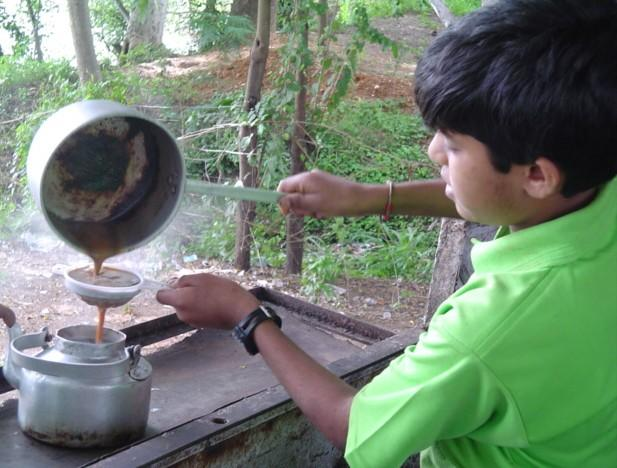
チャイを漉す

茶葉を水から煮て、数分沸騰を続けたところでミルクと砂糖を加える。再沸騰したら火を止め、1分ほど蒸らしてから茶漉しを通して器に注ぐ。量の目安としては、水は1人分でティーカップ半分強。ミルクと合わせてちょうど1杯分くらいと考えれば、蒸発する分を差し引いて八分目程度になる。茶葉は1人分ティースプーン半分程度で充分で、多いと渋くなるので注意が必要。砂糖は多めが基本だが、茶葉ともども好みに合わせて加減していい。
香辛料を使ったマサーラー・チャイもよく飲まれる。ショウガの他、カルダモン、シナモン、胡椒、クローブなどの粉末が使われることが多い。特に家庭では粒や粗い塊のまま使うこともあり、香辛料専用の金属製のすりばちで潰してから入れる。香辛料は茶葉と共に水の段階から入れて十分に煮出す。

## スタイル
インドでは陶器よりも金属の器のほうが清浄なものという考え方があるため、ティーカップと皿の代わりに金属の浅く広い器・細く深い器の組み合わせで提供される。その他の多くの店では、厚手のガラスコップが使われている。露天のチャイ屋（チャイワーラー）や鉄道の車内販売などでは、小さな素焼きのカップ（クリ）で提供され、これは使用後そのまま使い捨てにする。しかし、最近はプラスチックのカップが使われることが多い。捨てたゴミが側溝にたまって水がうまく流れない問題が社会問題になっている。